# Nisko (gemeente)
De gemeente Nisko is een stad- en landgemeente in het Poolse woiwodschap Subkarpaten, in powiat Niżański.
De zetel van de gemeente is in Nisko.
Op 30 juni 2005, telde de gemeente 22 814 inwoners.

## Oppervlakte gegevens
In 2002 bedroeg de totale oppervlakte van gemeente Nisko 142,44 km², waarvan:
- agrarisch gebied: 38%
- bossen: 52%

De gemeente beslaat 18,13% van de totale oppervlakte van de powiat.

## Demografie
Stand op 30 juni 2004:
| Omschrijving                   | Totaal | Totaal | Vrouwen | Vrouwen | Mannen | Mannen |
| ------------------------------ | ------ | ------ | ------- | ------- | ------ | ------ |
| eenheid                        | aantal | %      | aantal  | %       | aantal | %      |
| inwoners                       | 22 550 | 100    | 11 399  | 50,5    | 11 151 | 49,5   |
| bevolkingsdichtheid (inw./km²) | 158,3  | 158,3  | 80      | 80      | 78,3   | 78,3   |

In 2002 bedroeg het gemiddelde inkomen per inwoner 1213,9 zł.

## Administratieve plaatsen (sołectwo)
Kończyce, Nowa Wieś, Nowosielec, Racławice, Wolina, Zarzecze.

## Aangrenzende gemeenten
Bojanów, Jeżowe, Pysznica, Rudnik nad Sanem, Stalowa Wola, Ulanów